# 새로운 상사는 귀여운 허당
《새로운 상사는 귀여운 허당》(일본어: 新しい上司はど天然)는 이치카와 단이 지은 일본의 만화다. 2019년 2월 5일부터 《망가 크로스》에서 연재하고 있다. 애니메이션은 A-1 Pictures에서 만들어 2023년 10월 7일부터 12월 23일까지 도쿄 MX 등에서 방영했다.

## 등장 인물

### 사람
- 모모세 켄타로(일본어: 桃瀬 健太郎)(성우: 니시야마 코타로)
- 시로사키 유세이(일본어: 白崎 優清)(성우: 우메하라 유이치로, 코이치 마코토(어린 시절))
- 아오야마 미츠오(일본어: 青山 光男)(성우: 스기타 토모카즈)
- 킨조 아이고(일본어: 金城 愛悟)(성우: 후쿠야마 쥰)

### 사람이 아닌 것
- 백도(白桃)[고양이](성우: 시모노 히로)
- 곰돌슨(일본어: くまってちゃん)[곰 인형](성우: 아오이 쇼타)

### 만화
- 만화 정식 연재지
- 만화 공식 트위터

### 애니메이션
- 애니메이션 공식 누리집
- 애니메이션 공식 트위터